# Tibor Bogányi
Tibor Bogányi (né en 1975 à Vác, Hongrie) est un chef d'orchestre et violoncelliste finlandais d'origine hongroise.

## Biographie
Il a commencé à apprendre à jouer du violoncelle à Kecskemét. Il a également chanté dans des chorales sous la direction de son père. En 1987, avec sa famille, il a déménagé en Finlande. Il est diplômé pour la direction d'orchestre de l'Académie Sibelius où il a eu comme professeurs Jorma Panula et Leif Segerstam. Puis il est allé  se perfectionner au Conservatoire de Paris dans la classe de János Fürst. Il a également suivi des classes de maître auprès de Colin Davis et Iouri Simonov.
En 2001, il a créé le ballet pour enfants d'Aulis Sallinen « Le Hobbit ». Il a été le dirigeant de l'orchestre philharmonique de Turku dans les années 2003-2006. Puis il a été le chef d'orchestre de l'orchestre symphonique de Lappeenranta. Depuis 2011, il est le chef d'orchestre de l'Orchestre philharmonique de Pannonie (Pannon Philharmonic).
Tibor Bogányia abordé l'opéra en dirigeant Così fan tutte à l'Opéra national de Finlande en 2006, La traviata et Machbeth de Verdi, Don Giovanni de Mozart, Carmen de Bizet, Le Sacre du printemps de Stravinsky et les trois œuvres pour la scène de Bartók : le Prince de bois, Le Mandarin merveilleux et Le Château de Barbe-Bleue. En 2014, Bogányi a fait ses débuts à l'Opéra d'État hongrois en conduisant Mefistofele de Boito suivi de Tosca de Puccini.
Il est marié avec l'organiste Agnes Zaskalitski (née en 1980). Tibor Bogányi est le frère du pianiste Gergely Bogányi et du bassoniste Bence Bogányi (de).